# Villa Clodomiro Hileret
Villa Clodomiro Hileret es una localidad argentina ubicada en el departamento Río Chico de la provincia de Tucumán, 2 km al sur del río Chico.

## Historia
En 1890 Clodomiro Hileret fundó la villa entre el ingenio Santa Ana de su propiedad y la estación ferroviaria de Río Chico, cuyo nombre original era La Puerta. La población tuvo un rápido desarrollo superando incluso a la localidad del ingenio.

## Población
Cuenta con 699 habitantes (Indec, 2010), lo que representa un leve descenso del 0,4% frente a los 702 habitantes (Indec, 2001) del censo anterior.
| Gráfica de evolución demográfica de Villa Clodomiro Hileret entre 1991 y 2010 |
|                                                                               |
| Fuente: Censos nacionales del INDEC                                           |